# 亨斯特貝格山 (埃爾斯貝滕)
47°45′38″N 13°05′59″E / 47.76044°N 13.09969°E

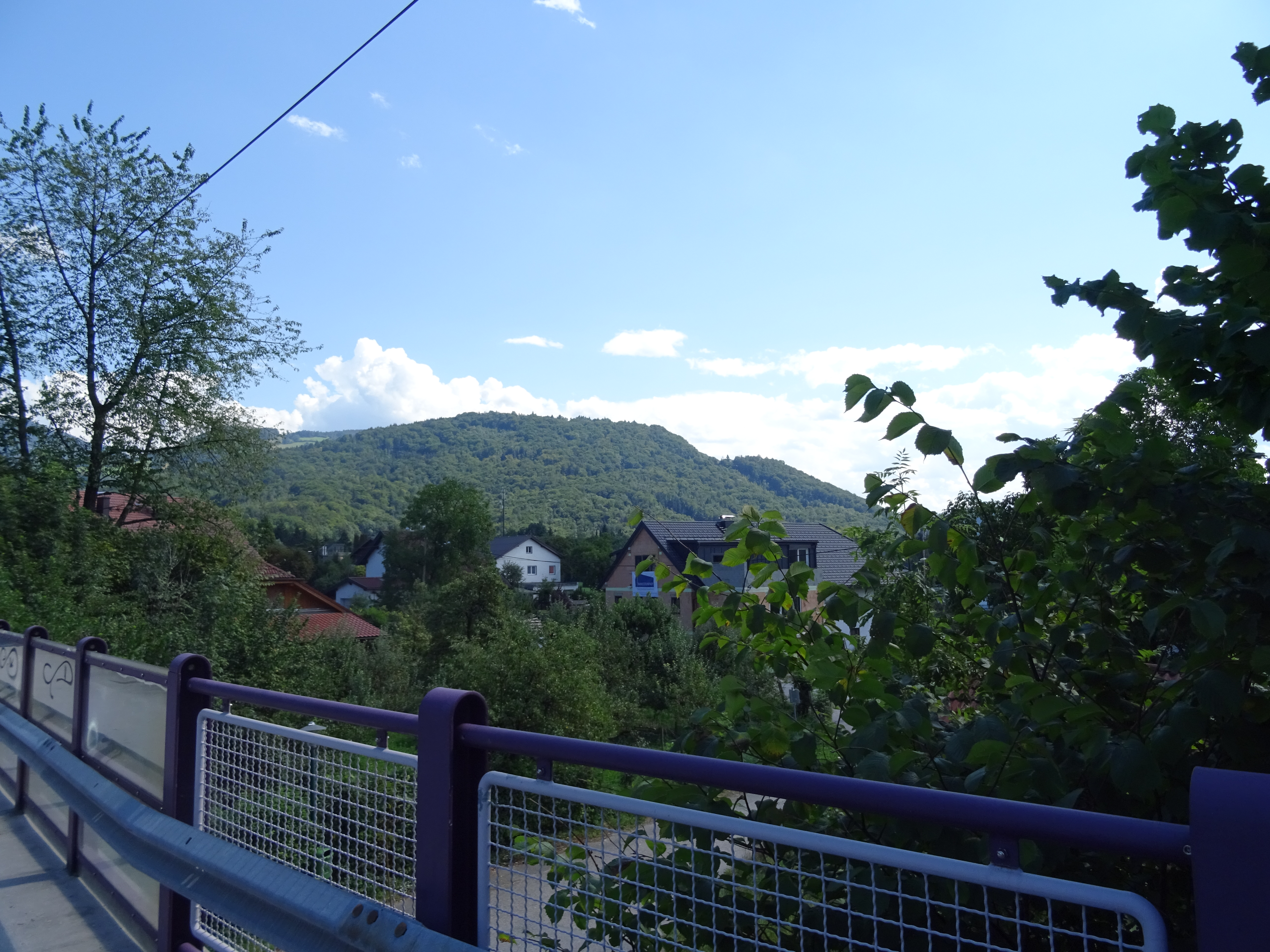

亨斯特貝格山（德語：Hengstberg），是奧地利的山峰，位於該國中部，由薩爾茨堡州負責管轄，屬於薩爾茲卡默古特山脈的一部分，處於埃爾斯貝滕，距離米爾施泰因山0.4公里，海拔高度778米。